# دزسیس دو نوامبر
دزسیس دو نوامبر (به پرتغالی: Dezesseis de Novembro) یک منطقهٔ مسکونی در برزیل است که در ریو گرانده جنوبی واقع شده‌است. دزسیس دو نوامبر ۲۱۶٫۸۵ کیلومتر مربع مساحت و ۲٬۳۷۸ نفر جمعیت دارد.